# Saki (singe)
Saqui
Pour les articles homonymes, voir Saki et Madame Saqui.
Taxons concernés
Plusieurs espèces dans les genres :
- Pithecia
- Chiropotesmodifier

Le terme saki (parfois orthographié saqui) est un nom vernaculaire porté par plusieurs espèces de singes du Nouveau Monde de la famille des Pitheciidae.

## Noms vernaculaires
- Saki à face pâle[1]  - Pithecia pithecia
- Saki à nez blanc[2],[1] - Chiropotes albinasus
- Saki à perruque[2] - Pithecia aequatorialis et Pithecia monachus
- Saki à tête dorée[2] - Pithecia pithecia chrysocephala
- Saki à tête pâle[2] - Pithecia pithecia
- Saki chamois[2] - Pithecia albicans
- Saki hirsute[2] - Pithecia monachus
- Saki moine[2],[1] - Pithecia monachus
- Saki noir[2],[1] - Chiropotes satanas
- Saki satan[2],[1] - Chiropotes satanas
- Sakis moines[2] - genre Pithecia
- Sakis barbus[1] - genre Chiropotes